# Estilo de vida
Estilo de vida é uma expressão moderna que se refere à estratificação da sociedade por meio de aspectos comportamentais, expressos geralmente sob a forma de padrões de consumo, rotinas, hábitos ou uma forma de vida adaptada ao dia a dia. Sua determinação não foge às regras da formação e diferenciação das culturas: a adaptação ao meio ambiente e aos outros seres humanos. É a forma pela qual uma pessoa ou um grupo de pessoas vivencia o mundo e, em consequência, se comporta e faz escolhas. 
Há revistas populares e colunas em jornais anunciando padrões específicos de conduta, alimentação, roupas, espaços de esporte, lazer etc. Poder-se dizer que "estilo de vida" denomina alguns aspectos da vida social relacionadas ao comportamento de grupos específicos, como, por exemplo: as classes sociais (concebidas numa perspectiva da teoria marxista ou simplesmente como segmentos das estratificação socioeconômica); os novos ricos; os aristocratas (e burgueses); o american way of life; e o comportamento das tribos urbanas punks, góticas e hippies, entre outros outsiders.

## Por que estudar os estilos de vida?
O problema que se coloca a um pesquisador é "como" e "por que" estudar estilos de vida. Não há dúvida que estamos diante de um tema (objeto) de estudo das ciências sociais (sociologia e etnologia) e/ou psicologia social).
Alguns padrões sociais de estilo de vida constituem os principais fatores de risco comportamentais envolvidos nas doenças crônicas e incapacidades sérias. Observe-se que doenças crônicas como as cardiovasculares e neoplasias, junto com os acidentes e violências, estão entre as principais causas de morte nas sociedades, desenvolvidas ou não. Um estilo de vida sedentário está associado a sobrepeso e obesidade, por exemplo.
Isso só já seria uma razão suficiente, mas outros problemas sociais e comportamentais também podem ser compreendidos, como a elaboração de conceitos e medidas relativas a esse modo de ser da sociedade e dos indivíduos.

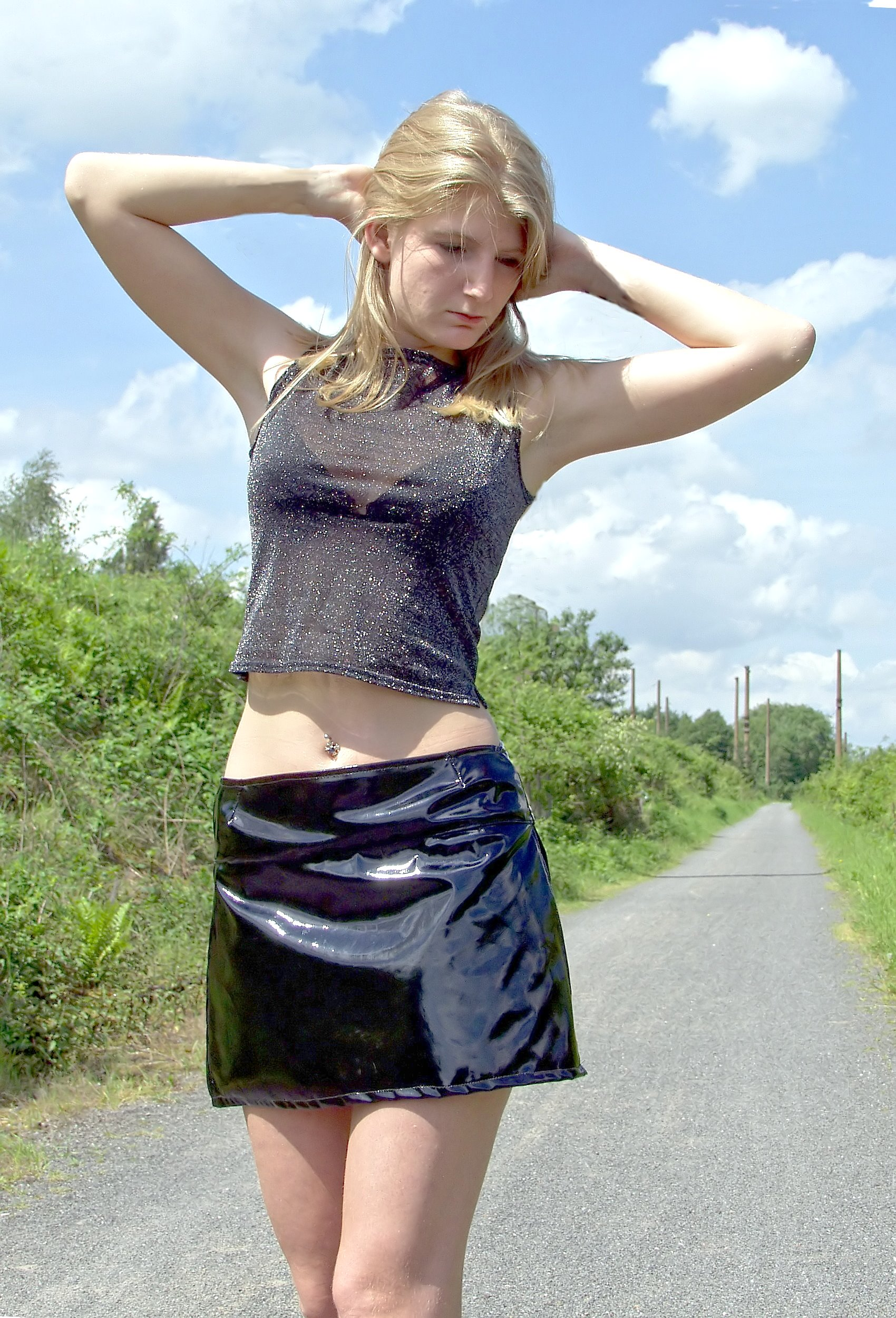
Uma modelo usando uma minissaia

## História
Do ponto de vista da sociologia, uma das primeiras aproximações com o conceito de way of life – modo (gênero) de vida - foi o trabalho do antropólogo Lewis Morgan (1877), que seria retomado posteriormente pelos teóricos criadores da economia política Marx e Engels em diversos escritos, entre os quais: "A Origem da Família, da Propriedade Privada e do Estado" (Engels), textos sobre formações sociais pré-capitalistas, e "O Capital" (Marx), que, como observa Almeida, de certo modo, anteciparam o uso do conceito de cultura.
Lê-se, na introdução de A Ideologia Alemã (Marx & Engels):  
| “ | O modo pelo qual os homens produzem seus meios de subsistência depende, antes de tudo, da natureza dos meios que eles encontram e têm de reproduzir. Este modo de produção não deve ser considerado, simplesmente, como a reprodução da existência física dos indivíduos. Trata-se, antes, de uma forma definida de atividade destes indivíduos, uma forma definida de expressarem suas vidas, um definido modo de vida deles. Assim como os indivíduos expressam suas vidas, assim são eles. | ” |

Ainda segundo Almeida, posteriormente, a expressão "modo de vida", que, de certo modo, antecipou o uso do conceito de "cultura", aproxima-se do que define a organização econômica da sociedade – meios de produção, enquanto que sua relação com os aspectos simbólicos na teoria marxista seriam retomados por Georg Lukács e Antônio Gramsci com sua aplicação aos estudos da vida cotidiana e cultura popular, com sua diversidade de recursos simbólicos.
O conceito de "cultura", por sua vez, ao longo do século XX, assume uma diversidade de significados que, por sua amplitude, não mais nos permite aproximá-lo sem redução determinista de causalidade às noções de "estilo" e "modo de vida", a não ser pela concepção de subcultura e cultura desviante (outsider).  

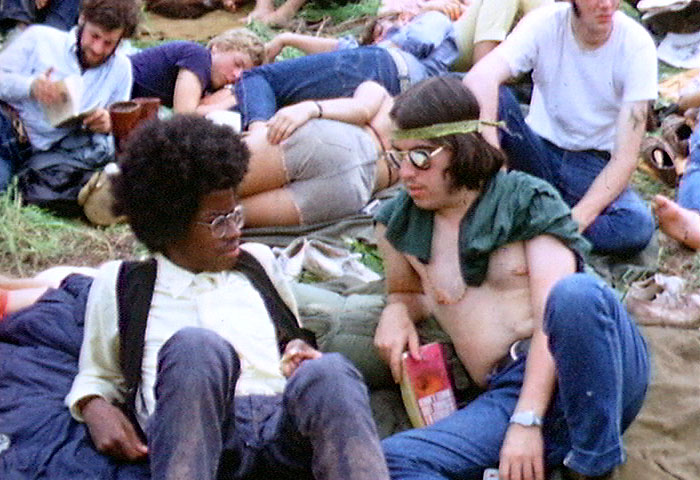
Hippies relaxando no festival de Woodstock, um marco do movimento hippie

Geertz, citando Kluckhom, enumera algumas propriedades desta trama conceitual que envolve desde comportamento aprendido e transmitido através de gerações, aos sistemas simbólicos, produtos, artefatos elaborados e formas de adaptação ao meio ambiente ou organização social dos grupos humanos mas situa a antropologia cultural como uma ciência interpretativa à procura do significado.

## A organização social e suas contradições na teoriamarxista
De acordo com a concepção materialista, o fator decisivo na história, segundo Engels, é, em última instância, a produção e a reprodução da vida imediata. A ordem social em que vivem as pessoas de determinada época ou de determinado país está condicionada por essas duas espécies de produção: pelo grau de desenvolvimento do trabalho, de um lado, e da família, de outro. A diversidade de povos e culturas, segundo esse autor, advém da combinação desses fatores. Em suas palavras: quanto menos desenvolvido é o trabalho, mais restrita é a quantidade de seus produtos e, por consequência, a riqueza da sociedade; com tanto maior força, se manifesta a influência dominante dos laços de parentesco sobre o regime social.

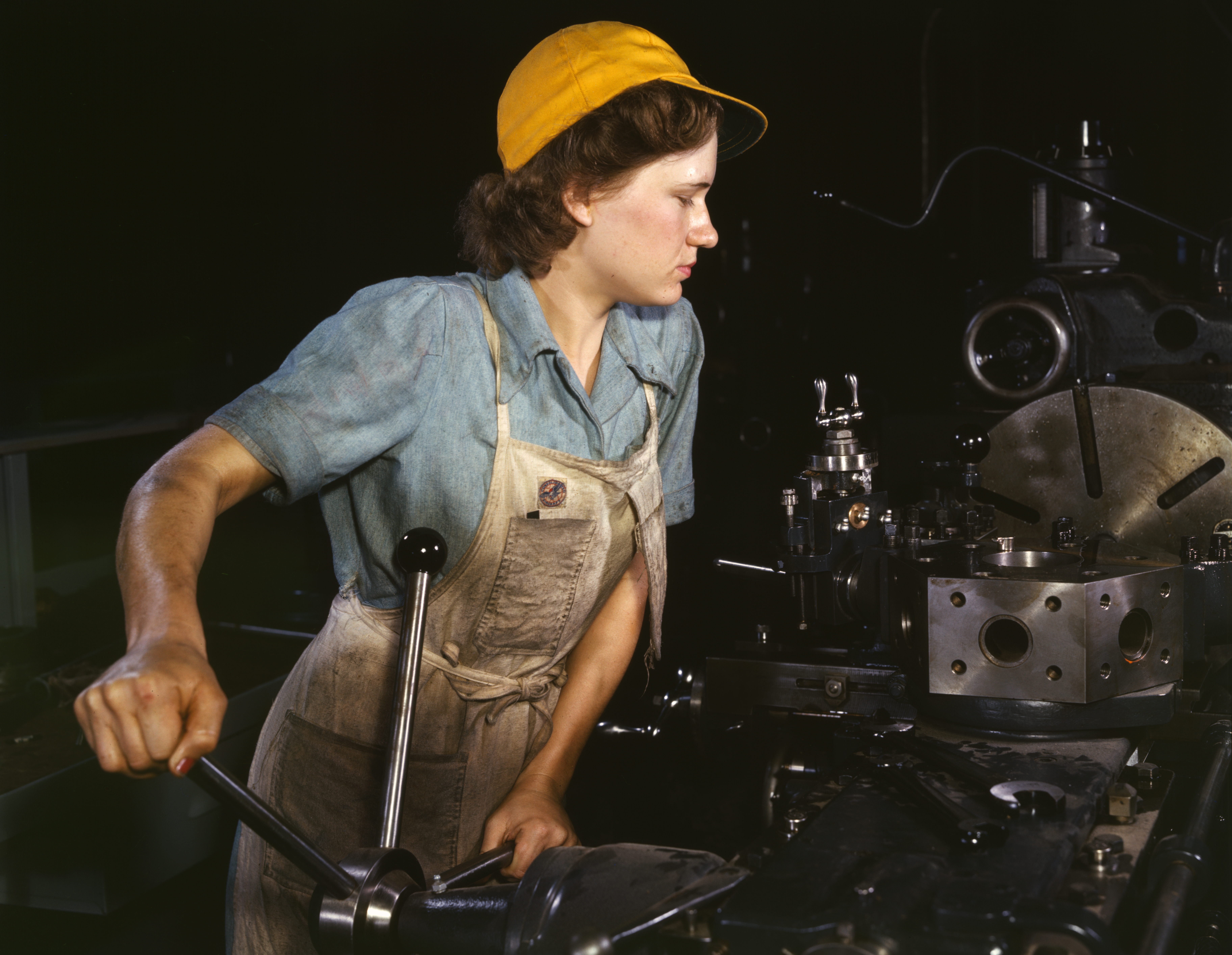
Trabalhadora em uma fábrica de peças de aviões.

Essa estrutura básica de equilíbrio entre os fatores de produção e reprodução social pode estar em equilíbrio, como nas comunidades primitivas (gentílicas ou organizadas em famílias e clãs ou gens), até que as dimensões da população ou a produtividade aumente sem cessar de modo que rompa-se esse equilíbrio, criando-se novos elementos como a propriedade privada e as trocas, o emprego do trabalho alheio e as diferenças de riqueza e classes sociais. As novas relações de propriedade (o recém-criado Estado) submetem o antigo regime familiar, não sem contradições e lutas de classe que constituem o desenvolvimento da história até os nossos dias.
Além dos mecanismos de controle da reprodução social (onde se estruturam os sistemas de parentesco), do ambiente físico e das bem definidas pressões econômicas na teoria marxista, as explicações sobre a diversidade cultural ou os distintos estilos de vida (ways of life) têm sido propostas por diversos autores da antropologia cultural (incorporando as contribuições da psicologia e psicanálise) com base nas idiossincrasias pessoais de líderes (genes e acontecimentos de sua história individual), desenvolvidas especialmente nas teorias da personalidade.
A potencial capacidade de transformação ou adaptação em uma sociedade com carências, privações (ou "estressores psicossociais", nas concepções modernas de estresse) e desigualdades no acesso de seus integrantes aos recursos econômicos e benefícios da civilização (urbanização) é intermediada por intervenções na ideologia (ou aparelho ideológico do estado), no que tende a ser visto como soluções individuais ou comportamentos alternativos (alguns até estimulados pelo marketing da saúde como estilos de vida saudável).

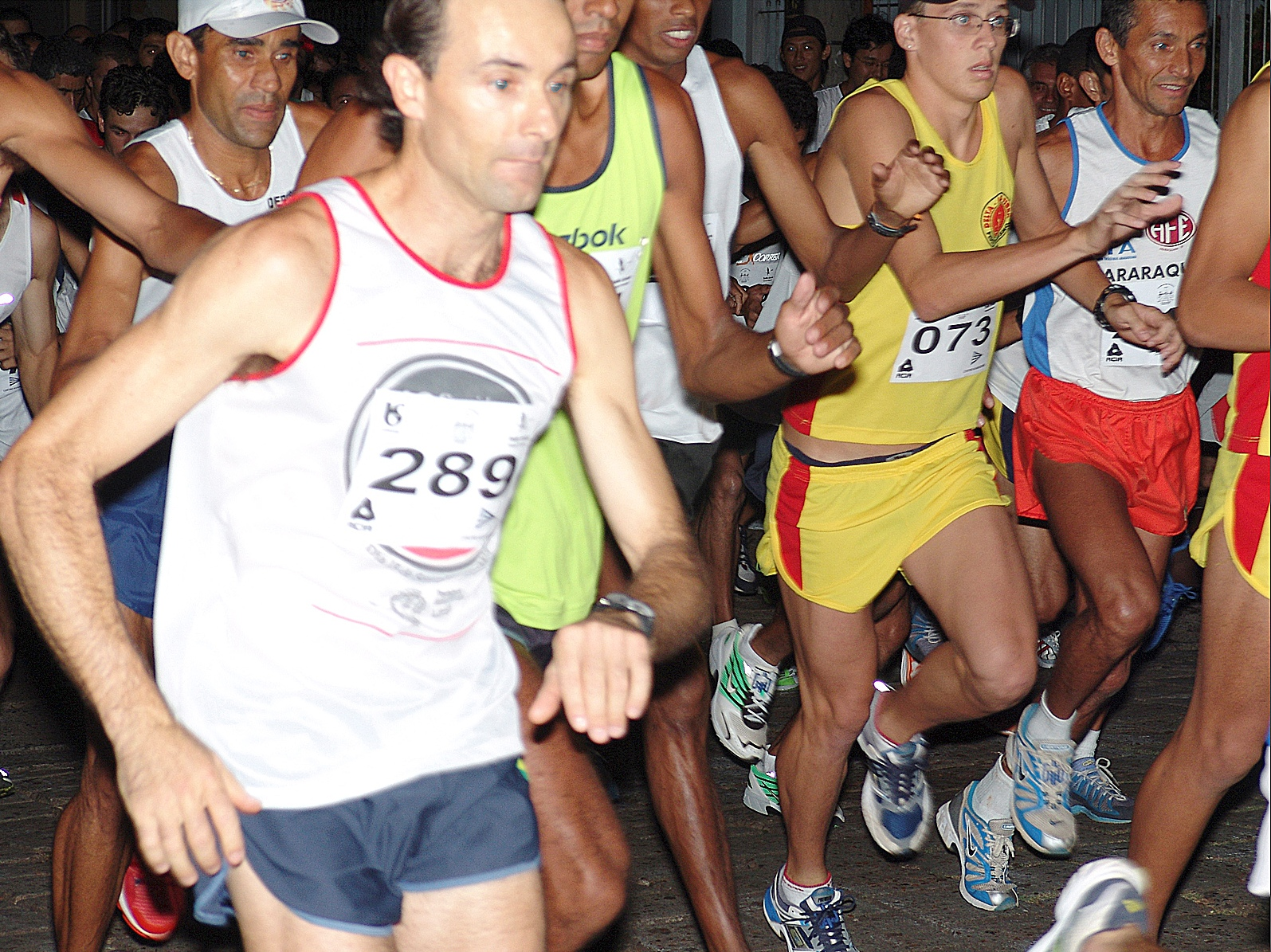
Corredores na Corrida de São Silvestre de Avaré (2005 - 60 anos)

Contudo, não há uma possibilidade de distribuição de pequenas fortunas e equipamentos urbanos para todos ou mesmo dos alimentos para uma população que cresce numa proporção geométrica, parafraseando Malthus (1766-1834). As rupturas e divergências manifestadas a partir da consciência individual tendem a ser controladas como desvios de conduta, segundo a teoria marxista. 
Para Marx, a consciência é um produto social. A consciência do meio sensível e imediato é uma relação limitada com outras pessoas e coisas situadas fora do indivíduo. A partir do momento em que a consciência pode supor algo mais que a prática existente, entra em contradição com as relações existentes: isso deve-se apenas ao fato de as relações sociais existentes terem entrado em contradição com a força produtiva existente, o que também pode acontecer em relação à esfera nacional ou entre uma nação e as outras nações (Marx, em "A Ideologia Alemã"), e a política, como já foi dito, é a arte de evitar a guerra.

## Psicologia Social
Não são muito comuns referências ao estudo do estilo de vida nos livros e manuais textos dessa disciplina, contudo estes nos fornecem conceitos essenciais à sua compreensão como por exemplo: liderança ; opinião pública, moda, mente coletiva (comportamento das multidões), psicologia da cultura, esses dois últimos temas nos livros mais antigos e mais especificamente nos livros textos mais modernos com a temática da identidade.
Para o psicólogo soviético B. D. Pariguin da Universidade de Leningrado, o gênero de vida é formado pelas condições e relações que, em certo sentido, transpõem o conjunto da produção e da vida político social e está relacionado com a satisfação direta das necessidades e desejos quotidianos dos seres humanos. Pode ser examinado em níveis fundamentais: 
1. Relação com os serviços da comunidade
2. Relações familiares
3. Relações com demais grupos sociais (vizinhança; amigos; conhecidos e desconhecidos)
4. Relações com o tempo livre individual e lazer

Essa última categoria envolve a concepção usual de estilo de vida enquanto definido por roupas, linguagem, esportes, cultura, livros, de uma pessoa, grupo ou sociedade.